# Alessandra Farkas
Alessandra Farkas (Roma, 9 agosto 1954) è una giornalista e scrittrice italiana naturalizzata statunitense.

## Biografia

### Origini e formazione
Alessandra Farkas è figlia di Maria Ortenzi, designer tessile nata a Roma, e Paolo Farkas, artista ungherese nato a Parigi, costretto a lasciare Budapest nel 1948. Uno dei suoi bisnonni, il barone Adolf Kohner, è stato il presidente della Federazione delle comunità ebraiche in Ungheria. L'altro suo bisnonno, Jozsef Wolfner (1856-1932) fu il fondatore della casa editrice di libri Singer and Wolfner . Suo nonno, István Farkas, era uno dei più importanti pittori dell'Europa orientale affiliati all'Ecole de Paris . Suo nonno materno, Luigi Ortenzi, era un pittore d'arte naïf dei paesaggi italiani. 
Ha studiato Lingue e Letterature comparate all'Università di Firenze.

### Carriera giornalistica
Nel 1981 si è trasferita a Manhattan, dove vive con il marito e due figli. È membro del PEN American Center.
Ha iniziato la sua carriera giornalistica nel 1981 come reporter per il settimanale L'Europeo .
Nel 1985 ha iniziato a scrivere per il Corriere della Sera. Ha scritto su molti aspetti della società americana, dalla politica alla cultura, dall'intrattenimento alla tecnologia. Nel corso di oltre trent'anni di carriera al Corriere della Sera ha intervistato numerosi premi Nobel (come Toni Morrison nel 2008, Saul Bellow, Elie Wiesel nel 2013), figure politiche internazionali (tra le quali Hillary Clinton, Ban Ki-moon e Nancy Pelosi), scrittori e vincitori di premi letterari come Arthur Miller, Philip Roth, Norman Mailer, Jeffrey Eugenides, Junot Diaz, Katherine Boo, intellettuali e pionieri come Harold Bloom, e Noam Chomsky, tra gli altri, oltre a grandi nomi del cinema come Steven Spielberg, Meryl Streep, Robert De Niro, Marcello Mastroianni, Sophia Loren, Roberto Benigni e star della musica come Frank Sinatra, Joan Baez, Liza Minnelli, Bruce Springsteen, Mick Jagger, Prince e Patti Smith.
Per il Corriere della Sera, Alessandra Farkas ha condotto una serie di interviste a personaggi americani e italiani tra cui James Rosenquist, Renzo Piano, Yoko Ono, la fotografa Annie Leibovitz e Keith Haring, Jean-Michel Basquiat e Marina Abramović. Un'altra serie era incentrata su giovani scrittori, tutti figli e figlie di autori noti come Rebecca Miller (figlia di Arthur Miller), Joe Hill (figlio di Stephen King), Rebecca Walker (figlia di Alice Walker), John Buffalo Mailer (figlio di Norman Mailer) e Aviva Chomsky (figlia di Noam Chomsky).
Oltre ad essere una giornalista, Alessandra Farkas è una blogger. Il suo blog Route 66  sul sito del Corriere della Sera si concentra su alcuni degli aspetti meno noti della società americana. Negli ultimi tre anni ha scritto una rubrica mensile per Shalom, il periodico più antico e diffuso della comunità ebraica italiana.
È stata intervistata in numerose occasioni dai media italiani e americani tra cui il programma televisivo Charlie Rose, CNN e la rivista bilingue i-Italy. Nel 2006, ha pubblicato il suo primo libro Pranzo di Famiglia (pranzo con la famiglia), che racconta la storia della sua famiglia.
Nel dicembre 2014 ha vinto il "Premio Speciale Amerigo", assegnato per la migliore copertura d'America da un giornalista italiano.
Nel maggio 2015 ha pubblicato il suo saggio esteso "Cosa resta della Letteratura", basato sulle sue interviste negli ultimi due decenni con Harold Bloom, il noto critico letterario americano.